# لامين ندياي (لاعب كرة قدم)
لامين ندياي (بالفرنسية: Lamine N'Diaye)‏ هو مدرب كرة قدم ولاعب كرة قدم سنغالي في مركز الهجوم، ولد في 18 أكتوبر 1956 في تييس ‏ في السنغال. شارك مع منتخب السنغال لكرة القدم. أما مع النوادي، فقد لعب مع نادي كان ونادي ميلوز.

## وصلات خارجية
- لامين ندياي على موقع قاعدة بيانات كرة القدم.إي يو (الإنجليزية)
- لامين ندياي على موقع ناشيونال فوتبول تيمز (الإنجليزية)
- لامين ندياي على موقع عالم كرة القدم.نت (الإنجليزية)